# NGC 1095
NGC 1095 ist eine Balken-Spiralgalaxie vom Hubble-Typ SBc im Sternbild Walfisch südlich der Ekliptik. Sie ist schätzungsweise 287 Millionen Lichtjahre von der Milchstraße entfernt und hat einen Durchmesser von etwa 110.000 Lj.
Im selben Himmelsareal befindet sich u. a. die Galaxie NGC 1101.
Das Objekt wurde am 11. Dezember 1876 vom französischen Astronomen Édouard Stephan entdeckt.